# 邏輯斯諦迴歸
邏輯斯諦迴歸（英語：Logistic regression，又譯作邏輯斯迴歸、羅吉斯迴歸、逻辑回归、对数几率迴归），在统计学中是一種对数几率模型（英語：Logit model，又译作逻辑斯谛模型、评定模型、分类评定模型），是离散选择法模型之一，属于多元变量分析范畴，是社会学、生物统计学、临床、数量心理学、计量经济学、市场营销等统计实证分析的常用方法。
通过使事件的对数发生率（log-odd）成为一个或多个自变量的线性组合，对事件发生的概率进行建模。形式上，在二元逻辑回归中，有一个二元因变量，由指示变量编码，其中两个值标记为“0”和“1”，而自变量每个都可以是二元变量（两个类，由指示变量）或连续变量（任何实值）。标记为“1”的值的相应概率可以在0和1之间变化；将对数发生率转换为概率的函数就是逻辑斯諦函数，因此得名。对数发生率单位称为logit，来自logistic unit。
二元变量在统计学中广泛用于对某一类别或事件发生概率的建模，例如团队获胜概率、患者健康概率等，而其中，逻辑模型则自大约1970年以来最常用的二元回归模型。当存在两个以上可能值（例如图像是否是猫、狗、狮子等）时，二元变量可以推广为分类变量，并且二元逻辑回归推广为多项逻辑回归。如果多个类别是有序的，则可以使用序数逻辑回归。逻辑回归模型本身只是简单地根据输入对输出概率进行建模，并不执行统计分类。

## 例子
以一个例子说明逻辑回归如何解决实际问题：

一个小组20名学生，各自花费0~6小时准备考试，他们不同的学习时数如何影响通过考试的概率？

问题中的因变量是考试“通过”或者“挂科”，这是用逻辑回归的原因，虽然分别用“1”和“0”表示，但这两个数字不代表基数。如果问题发生变化，用0-100的成绩（基数）代替通过、挂科，则可以使用回归分析。
下表显示每个学生花费在学习上的小时数，以及他们通过（1）或挂科（0）。
| 小时（xk） | 0.50 | 0.75 | 1.00 | 1.25 | 1.50 | 1.75 | 1.75 | 2.00 | 2.25 | 2.50 | 2.75 | 3.00 | 3.25 | 3.50 | 4.00 | 4.25 | 4.50 | 4.75 | 5.00 | 5.50 |
| 通过（yk） | 0    | 0    | 0    | 0    | 0    | 0    | 1    | 0    | 1    | 0    | 1    | 0    | 1    | 0    | 1    | 1    | 1    | 1    | 1    | 1    |

对学习时间（xk）和测试结果（yk = 1 表示通过，0 表示挂科）组成的数据进行拟合。数据点由下标k索引，该下标从1到20。x变量称为“自变量”，y变量称为“分类变量”，由“通过”或“失败”两个类别组成，分别对应于分类值1和0。

### 模型
逻辑函数形式为：
{\displaystyle p(x)={\frac {1}{1+e^{-(x-\mu )/s}}}}

拟合x_{m}，y_{m}数据的逻辑回归曲线图。该曲线显示了通过考试的概率与学习时间的关系

其中μ是位置参数（曲线的中点，其中{\displaystyle p(\mu )=1/2}），s是尺度参数。该式可重写为：
{\displaystyle p(x)={\frac {1}{1+e^{-(\beta _{0}+\beta _{1}x)}}}}
{\displaystyle \beta _{0}=-\mu /s}称为截距，是直线{\displaystyle y=\beta _{0}+\beta _{1}x}的y截距。{\displaystyle \beta _{1}=1/s}是反比例参数或速率参数，是作为"x"函数的对数发生率的"y"截距和斜率。反之，{\displaystyle \mu =-\beta _{0}/\beta _{1}}，并且{\displaystyle s=1/\beta _{1}}。

## 逻辑斯谛分布公式

逻辑斯谛分布函数图像

{\displaystyle P(Y=1|X=x)={\frac {e^{x'\beta }}{1+e^{x'\beta }}}.}
其中参数{\displaystyle \beta }常用最大似然估計。

## IIA假设
全名為Independent and irrelevant alternatives假设，也称作IIA效应，指Logit模型中的各个可选项是独立的。

### IIA假设示例
市场上有A，B，C三个商品相互竞争，分别占有市场份额：60%，30%和10%，三者比例为：6:3:1
一个新产品D引入市场，有能力占有20%的市场——
如果满足IIA假设，各个产品独立作用，互不关联：新产品D占有20%的市场份额，剩下的80%在A、B、C之间按照6:3:1的比例瓜分，分别占有48%，24%和8%。
如果不满足IIA假设，比如新产品D跟产品B相似度高，则新产品D的CP值高而夺去产品B的部分市场(总份额的20%)，則产品B剩余10%，而产品A和C的市场份额保持60%和10%不变。

### 满足IIA假设的优点
- 可以获得每个个性化的选择集合的一致的参数估计
- 各个类别的子集的一般化的估计
- 大大节省时间
- 可选项数目很多的时候尤其如此

### IIA假设的检验

#### Hausman检验
傑里·A·奧斯曼和丹尼爾·麥克法登提出的。

### IIA问题的解决方法

#### 一般化极值模型
可以将可选项间的相关性建模

##### 巢式Logit模型
巢式（Nested）表示可选项被分作不同的组，组与组之间不相关，组内的可选项相关，相关程度用1-λg来表示（1-λg越大，相关程度越高）

## 应用

### 配體結合分析
配體結合分析的典型校准曲线是S形的，下边界（渐近线）靠近背景信号（非特异性结合），而上渐近线靠近最大的饱和响应。 四参数逻辑模型通常是拟合这种形状校准曲线的首选，可以准确描述测量信号值与分析物浓度之间的S形关系。当不对称性明显时会添加第五个参数，但可能会导致拟合算法变得不稳定。

## 二类评定模型（Binary Logit Model）
- 仅有两个可选项：V1n，V2n

| 变量类型    | 统计量                         | 组别比较        | 回归模型     |
| ----------- | ------------------------------ | --------------- | ------------ |
| numerical   | mean                           | t-test/ANOVA    | 线性回归     |
| categorical | percentage                     | Chi-square test | 逻辑斯谛回归 |
| persontime  | KM estimates (survival curves) | Log-rank test   | 比例风险回归 |